# Борсюк, Анатолий Давыдович
Анато́лий Давы́дович Борсюк (укр. Анатолій Давидович Борсюк; род. 2 июня 1946, Киев) — советский и украинский режиссёр и телеведущий, Заслуженный деятель искусств Украины (2004).

## Биография
Родился 2 июня 1946 года в Киеве.
В 1974 году окончил Киевского театрального института имени И. К. Карпенко-Карого по специальности «Режиссура кино и телевидения» кинофакультет (Мастерская Родиона Ефименко и Вадима Чубасова).
В 1974 — 1989 годах работал режиссёром на киностудии «Киевнаучфильм».
С 1989 года по 1993 год был художественным руководителем и председателем худсовета киновидеостудии «Четверг».
Снял 8 полнометражных научно-популярных и документальных фильмов, 20 короткометражных фильмов и рекламных роликов.
В 1985—1990 годах был членом Центральной ревизионной комсиссии СК СССР, в 1989—1992 годах — секретарём правления СКУ.
В 1989 — 1993 годах был председателем комиссии международных связей СКУ.
С 1993 года по 1998 год работал художественным руководителем курса режиссуры видеофильма в Киевского театрального института имени И. К. Карпенко-Карого на факультете кино и телевидения.
В августе 1996 года стал автором и ведущим телепередач на канале «1+1»: «Киноностальгия», «Ночной разговор с женщиной», «Монологи».
С сентября 2002 года по сентябрь 2005 года был автором и ведущим передачи «Двойное доказательство».
С апреля по декабрь 2003 года вёл шоу «Первый миллион» (украинский вариант проекта «Кто хочет стать миллионером?»).
В июне 2004 года участвовал в телеигре «Форт Боярд».
В январе 2006 года стал вести передачу «Чёрным по белому». В октябре 2006 года участвовал в теле-проекте «Танцы со звёздами».
С августа 2007 года по август 2008 года — вёл передачу «Вкусная страна».

## Фильмография
режиссёр
- 1978 — «Козловский», получил приз за лучший фильм-портрет на Х РКФ «Молодость» в 1978 году
- 1979 — «Метаморфозы», 2 приз XIII ВКФ в Душанбе 1980 года; почётный диплом 17 МКФ короткометражных фильмов в Кракове в 1980 году;
- 1981 — «Корни травы». Автор сценария Андрей Топачевский. Киевская киностудия научно-популярных фильмов.
- 1982 — «Царапина на льду», главный приз 15 ВКФ в Ленинграде в 1983 году
- 1984 — «Звезда Вавилова», главный приз 16 ВКФ в Минске в 1985 году
- 1987 — «Вместе с Макаренко», медаль и премия им. А. Макаренко, в 1988 году
- 1991 — «Окшулаг», почётный диплом 1-го Всеукраинского кинофестиваля, в 1991 году
- 1992 — «Умереть в России»
- 1993 — «Ночь совка»
- 1995 — «Ника, которая …»
- 1996 — «Посещение»

озвучка
- 1990 — «С. М. Эйзенштейн: Уроки монтажа» — читает текст Сергея Михайловича Эйзенштейна [3].

## Награды и премии
- Государственная премия УССР имени Т. Г. Шевченко (1987) — за научно-популярный фильм «Звезда Вавилова»
- В 1999 году за программу «Монологи» получил награду телевизионного конкурса Украина «Золотая Эра».
- победитель «Человек года — 2004» в номинации «Журналист года в отрасли электронных СМИ».
- премия «Телетриумф» за программу «Чёрным по белому», (2007)
- медаль «За трудовую доблесть» (22 августа 1986)